# Szczotlicha siwa
Szczotlicha siwa (Corynephorus canescens L.) – gatunek byliny z rodziny wiechlinowatych. Występuje w Europie od Portugalii do zachodniej Rosji, ale nie rośnie na Półwyspie Bałkańskim, w Szwajcarii i Irlandii. Introdukowany został do Stanów Zjednoczonych, Kanady i Ekwadoru. W Polsce jest pospolity poza obszarami górskimi.

## Morfologia

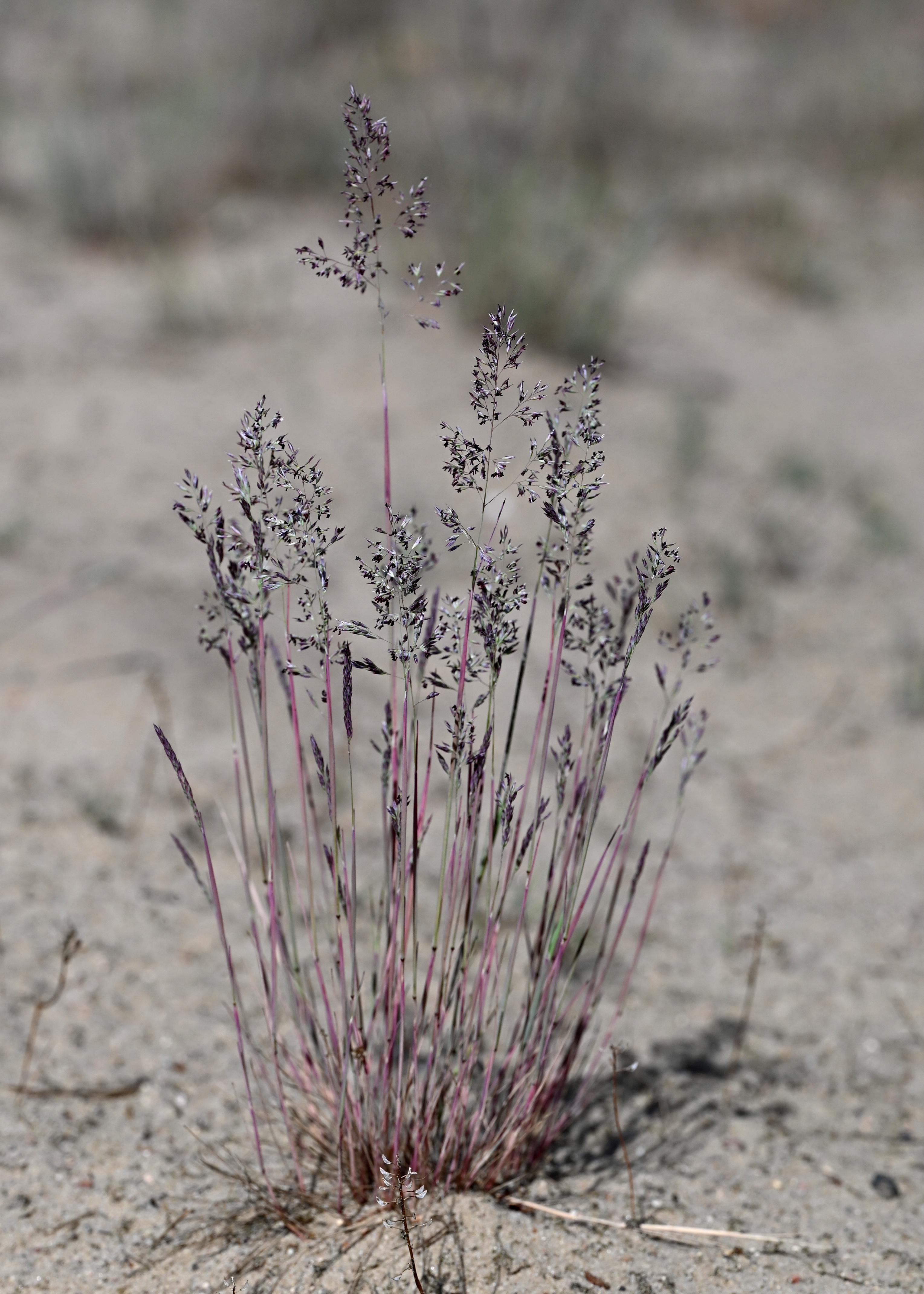
Pokrój w czasie kwitnienia

Trawa trwała, wysokości do 35 cm. Gęstokępkowa. Źdźbła wzniesione lub nieco odchylone, koloru siwo-, sinozielonego.